# Automotive Industries (rivista)

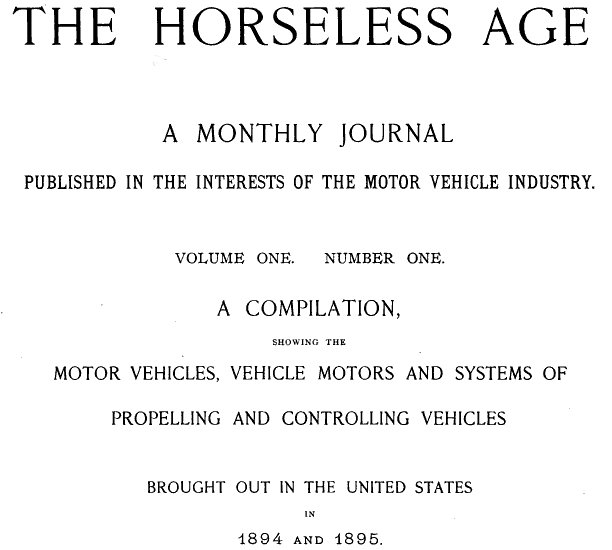
La testata del primo numero della rivista The Horseless Age (1895) il cui testo dice: "l'Era senza cavalli, una rivista mensile pubblicata nell'interesse dell'industria automobilistica. volume uno numero uno. Una raccolta che mostra i veicoli a motore, i motori dei veicoli e i sistemi di propulsione e di controllo dei veicoli, usciti negli Stati Uniti nel 1894 e nel 1895"

Automotive Industries (AI) è una delle più antiche pubblicazioni commerciali al mondo pubblicate senza interruzioni e compete per la più antica ancora esistente specializzata nel settore automobilistico con la britannica Autocar. Fu fondata a New York nel novembre 1895 come The Horseless Age (traducibile come l'era senza cavalli), la seconda rivista creata per raccontare il passaggio del mondo dai mezzi di trasporto trainati da cavalli a quelli alimentati dal nuovo motore a combustione interna. La rivista cambiò nome in The Automobile nel luglio 1909, un'era in cui la trazione a benzina, quella a vapore e a elettricità gareggiavano per la supremazia come forza motrice. 
Il nome della rivista cambiò ancora nel novembre 1917 per divenire l'attuale Automotive Industries. Il nome fu brevemente modificato in Automotive and Aviation Industries durante gli anni della seconda guerra mondiale, poiché la rivista aveva ampliato la sua copertura di tecnologie e metodi di produzione per includere l'industria aeronautica, a cui all’epoca stavano partecipando molte case automobilistiche. La sede attuale si trova nella cittadina di Versailles nello stato del Kentucky.